# Бальклара
Бальклара — село в Іспанії, у складі автономної спільноти Каталонія, у провінції Таррагона.